# Hochkar
Hochkar är ett berg i Österrike.   Det ligger i distriktet Liezen och förbundslandet Steiermark, i den östra delen av landet, 120 km sydväst om huvudstaden Wien. Toppen på Hochkar är 1 808 meter över havet, eller 751 meter över den omgivande terrängen. Bredden vid basen är 9,9 km.
Terrängen runt Hochkar är kuperad söderut, men norrut är den bergig. Runt Hochkar är det ganska glesbefolkat, med 25 invånare per kvadratkilometer.. Närmaste större samhälle är Eisenerz, 18,5 km söder om Hochkar. 
I omgivningarna runt Hochkar växer i huvudsak blandskog.